# PKP-Baureihe EU05
Die Lokomotiven der Baureihe EU05 der Polnischen Staatsbahnen (PKP) waren Elektrolokomotiven. Die 27 verbliebenen Lokomotiven der Baureihe wurden zur Baureihe EP05 umgebaut.

## Baureihe EU05
1961 beschafften die PKP von Škoda in Plzeň (Tschechoslowakei) 30 vierachsige Elektrolokomotiven. Hierbei handelte es sich um eine geringfügig modifizierte Variante der Baureihe E 499.1 der Tschechoslowakischen Staatsbahnen (ČSD). Änderungen betrafen die Scheinwerferanordnung und die Bremsen.
Da die Konstruktion der EU05 als erste Lokomotive der PKP auf 160 km/h ausgelegt war und die tatsächliche Eignung für diese Höchstgeschwindigkeit 1969 in Versuchen bestätigt wurde, erfolgte ab 1973 der Umbau der verbliebenen 27 EU05 auf 160 km/h. Die Lokomotiven 09, 12 und 19 waren bereits vorher nach Unfällen ausgemustert worden.

## Baureihe EP05
Zum Einsatz auf der ab 1971 gebauten Centralna Magistrala Kolejowa Warschau–Krakau/Katowice wurden von 1973 bis 1977 die EU05 im Ausbesserungswerk (ZNTK) Gdańsk durch Änderung der Getriebeübersetzung von 84 : 37 auf 77 : 44 für eine Höchstgeschwindigkeit von 160 km/h umgebaut. Entsprechend dem Einsatz im Schnellzugverkehr erhielten sie die Baureihenbezeichnung EP05 sowie einen orangefarbenen Lack anstelle des vorherigen Anstrichs in zwei verschiedenen Grüntönen.
Nach Beginn der Serienlieferung der Baureihe EP09 ab 1990 wurden die EP05 weitestgehend entbehrlich, nachdem die Lokomotiven 11, 13 und 14 bereits 1984 bzw. 1986 nach Unfällen ausgeschieden waren. Von 1988 bis 2000 wurden 22 der verbliebenen 24 EP05 ausgemustert. Lok 22 wurde in der historischen Lackierung der EU05 als Denkmal aufgearbeitet.
Aufgrund der nicht erfolgten Ablieferung bzw. Abnahme der Baureihen EU11 und EU43 mussten die beiden letzten verbliebenen Lokomotiven 16 und 23 im Bestand bleiben und weiterhin unterhalten werden. EP05-23 erhielt 2006 die neue weiß-rote Lackierung von PKP Cargo. Die beiden letzten EP05 waren ohne festen Umlaufplan vorwiegend auf der Centralna Magistrala Kolejowa mit Express- und Intercity-Zügen im Einsatz und wurden 2008 abgestellt.